# Pietro Tidei
Pietro Tidei (Allumiere, 14 settembre 1946) è un politico italiano.
Dal 25 giugno 2018 sindaco di Santa Marinella, è stato deputato alla Camera dal 30 maggio 2001 al 27 aprile 2006 e dal 29 aprile 2008 al 13 giugno 2012 e sindaco di Civitavecchia dal 5 dicembre 1994 al 31 gennaio 2001 e dal 21 maggio 2012 al 26 novembre 2013.

## Biografia
Nato il 14 settembre 1946 ad Allumiere, in provincia di Roma, si è laureato in giurisprudenza e svolge la professione di avvocato.
Esponente del Partito Comunista Italiano (PCI), nella seconda metà degli anni '80 è stato consigliere e assessore provinciale di Roma, mentre nel 1988 diventa vicesindaco di Santa Marinella. Durante le ultime fasi del PCI, alle elezioni regionali nel Lazio del 1990 viene candidato tra le sue liste, venendo eletto in consiglio regionale del Lazio. In seguito allo scioglimento del PCI, con la svolta della Bolognina di Achille Occhetto, aderisce al post-comunista Partito Democratico della Sinistra (PDS).
Alle elezioni comunali nel Lazio del 1994 viene eletto per la prima volta sindaco di Civitavecchia e riconfermato per un secondo mandato nel 1999 sostenuto da una giunta di centro-sinistra.
Alle elezioni politiche del 2001 viene candidato alla Camera dei deputati nel collegio uninominale di Civitavecchia, sostenuto dalla coalizione del centro-sinistra L'Ulivo guidato da Francesco Rutelli, ed eletto deputato. Nella XIV legislatura, ha fatto parte del gruppo parlamentare Democratici di Sinistra-L'Ulivo dal 4 giugno 2001 al 27 aprile 2006.
Alle elezioni politiche del 2008 viene ricandidato alla Camera, tra le liste del Partito Democratico nella circoscrizione Lazio 1 in quindicesima posizione, venendo rieletto deputato. Nel corso della XVI legislatura ha fatto parte del gruppo del PD.
Alle elezioni comunali di Civitavecchia del maggio 2012 è stato eletto sindaco per il centro-sinistra. Ha vinto le elezioni superando, al ballottaggio, il sindaco uscente Giovanni Moscherini.
Il 13 giugno 2012 si è dimesso da deputato, abbandonando l'incarico parlamentare per incompatibilità con la carica di sindaco, dopo che è stata promossa nei suoi confronti un'azione popolare, ai sensi degli articoli 69 e 70 del decreto legislativo n. 267 del 2000, finalizzata all'accertamento giurisdizionale della sua condizione di incompatibilità. Gli subentra Mario Adinolfi.
Il 25 novembre 2013 viene sfiduciato dal consiglio comunale e decade da sindaco.
Alle elezioni comunali nel Lazio del 2018 si candida a sindaco di Santa Marinella per la coalizione di centro-sinistra, riportando al primo turno il 34,25% dei voti. Al ballottaggio del 24 giugno 2018 viene eletto sindaco con il 57,17%, sconfiggendo il candidato del centro-destra, fermo al 42,83%.
Alle elezioni amministrative del 14 e 15 maggio 2023, con il 50,92% delle preferenze, batte gli altri tre candidati, venendo così riconfermato come Sindaco della città già al primo turno.

## Vita privata
È padre di Marietta Tidei, deputata alla Camera nella XVII legislatura e dal 2018 consigliere regionale del Lazio.